# ميدان الحدادة
ميدان الحدادة أحد الميادين الثلاثة في مدينة بنغازي الليبية التي كانت موجودة قبل الغزو الإيطالي. يقع الميدان أمام سوق الظلام وغرب سوق الجريد ويوجد غربه ميدان البلدية والمسجد العتيق ويوجد به مسجد الحدادة الذي أسس عام 1820.